# 漢堡縣區 (伊利諾伊州卡爾霍恩縣)
漢堡縣區（英語：Precincts (United States)）是位於美國伊利諾伊州卡爾霍恩縣的一個縣區。

## 地方資料
根據2010年美國人口普查的數據，漢堡縣區的面積為82.55平方千米，當中陸地面積為74.98平方千米，而水域面積為7.57平方千米。當地共有人口578人，而人口密度為每平方千米7人。